# È
Der Buchstabe È (kleingeschrieben è) ist ein Buchstabe des lateinischen Schriftsystems, bestehend aus einem E mit Gravis. Er wird in der katalanischen, okzitanischen sowie in der französischen Sprache für den Laut ɛ verwendet. Der Buchstabe wird auch in der italienischen, schottisch-gälischen und vietnamesischen Sprache sowie im Pinyin-Alphabet verwendet. In Rumantsch Grischun wird der Buchstabe zur Unterscheidung von gleichklingenden Wörtern eingesetzt. è sein (Dritte Person Einzahl) e ohne Gravis bedeutet das Wort und.

## Darstellung auf dem Computer
Unicode enthält das È an den Codepunkten U+00C8 (Großbuchstabe) und U+00E8 (Kleinbuchstabe). Dieselben Stellen belegt es in ISO 8859-1.
In HTML gibt es die benannten Zeichen &Egrave; für das große È und &egrave; für das kleine è.
In TeX kann man mit \`E bzw. \`e das E mit Gravis bilden.